# جون تيري
جون تيري (بالإنجليزية: John Terry)‏ (مواليد 7 ديسمبر 1980 في باركينغ) هو لاعب كرة قدم محترف إنكليزي يلعب في مركز قلب الدفاع وحاليًا يشغل منصب مساعد مدرب في نادي أستون فيلا الذي يلعب في الدوري الإنجليزي الممتاز. كما أنه كان كابتن المنتخب الإنكليزي في فترتين، الأولى منذ أغسطس 2006 إلى فبراير 2010، والثانية من مارس 2011 إلى فبراير 2012.
رشح تيري لجائزة مدافع الاتحاد الأوروبي لكرة القدم في السنة في عام 2005 و 2008 و 2009. لاعب PFA باختيار اللاعبين في عام 2005، وأدرج في تشكيلة العالم لمدة خمسة مواسم متتالية، 2005-2009. وكان اسمه أيضا في تشكيلة كل النجوم لكأس العالم 2006، وهو اللاعب الإنكليزي الوحيد الذي دخل التشكيلة. ويرتدي القميص رقم 26 لتشيلسي. تيري كابتن تشيلسي الأكثر نجاحا، بعد أن قادهم إلى ثلاثة ألقاب الدوري الممتاز، وأربعة كؤوس الاتحاد الإنكليزي، واثنين من كؤوس الكابيتال ون «المسمى الحالي» ودوري أبطال أوروبا وبطولة اليوروباليج، وهو واحد من خمسة لاعبين الذيين ظهروا لأكثر من 500 مباراة مع تشيلسي وأيضاأعلى مدافع النادي تسجيلاً للأهداف. وفي عام 2007، أصبح أول قائد يرفع كأس الاتحاد الإنجليزي على استاد ويمبلي الجديد التي انتهت مباراتها لصالح تشيلسي 1 -0 بالفوز على مانشستر يونايتد، وأيضا أول لاعب يسجل هدفا دولياً هناك، سجل رأسية لانجلترا التي انتهت بالتعادل 1-1 مع البرازيل.

## مسيرته مع الأندية

### تشيلسي
قدم تيري تشيلسي له لأول مرة يوم 28 أكتوبر عام 1998، في وقت متأخر بديلا في مباراة في كأس أوروبا مع استون فيلا، وجاءت بداية ولايته الأولى في وقت لاحق هذا الموسم في مباراة الجولة الثالثة لكأس الاتحاد الإنجليزي، بعد فوزه 2-0 على اولدهام اثليتيك. أمضى فترة وجيزة على سبيل الإعارة مع نوتنغهام فورست في عام 2000 لبناء أول تجربة فريقه وكان موضع اهتمام من كل من مدير نوتنغهام فورست ديفيد بلات ومدير هدرسفيلد تاون ستيف بروس.
بدأ تيري بتأسيس نفسه في تشكيلة تشيلسي الأساسية في موسم 2000-01 , والذي بدأ 23 مباراة ورشح لأفضل لاعب في تشلسي آنذاك، وأستمر تيري في عطائه في موسم 2001-02 لكي يصبح في التشكيلة الأساسية مع كابتن النادي الدولي الفرنسي مارسيل دوسايي.
في 5 ديسمبر 2001 كان قائدا تشيلسي للمرة الأولى في مباراة الدوري ضد تشارلتون اثليتيك، بلغ تشيلسي المباراة النهائية في كأس الاتحاد الإنجليزي بعد الفوز على ويست هام وتوتنهام وفولهام في نصف النهائي والذي سجل فيه تيري هدف الفوز 1-0 , لم يلعب تيري المباراة النهائية لتعرضه لفايروس آنذاك ولكن دخل كبديل في الشوط الثاني في المباراة النهائية مع ارسنال الذي انتهت المباراة بنتيجة 2-0 لمصلحة أرسنال، في موسم 2003-04، قاد أداء تيري ليتسلم شارة الكابتن من قبل مدير كلاوديو رانييري وتشكيل شراكة قوية مع المدافع الفرنسي ويليام جالاس
بعد اعتزال دوسايي، اختار مدرب تشيلسي الجديد خوسيه مورينيو تيري كقائد للفريق، وهو الخيار الذي ثبت صحته طوال موسم 2004-05 حيث فاز تشيلسي على لقب الدوري الممتاز في رقم قياسي مع أفضل سجل دفاعي في تاريخ كرة القدم مع معظم شباكه نظيفة وأكبر عدد من النقاط المتراكمة. صوت لاعب العام من قبل زملائه المحترفين في انجلترا، وسجل ثمانية أهداف، بما في ذلك هدف الفوز ضد برشلونة، في دوري أبطال أوروبا وصوت لجائزة أفضل مدافع في دوري أبطال أوروبا لهذا الموسم آنذاك. وفي سبتمبر 2005 أختير في تشكيلة العالم المقدمة من FIFPro .

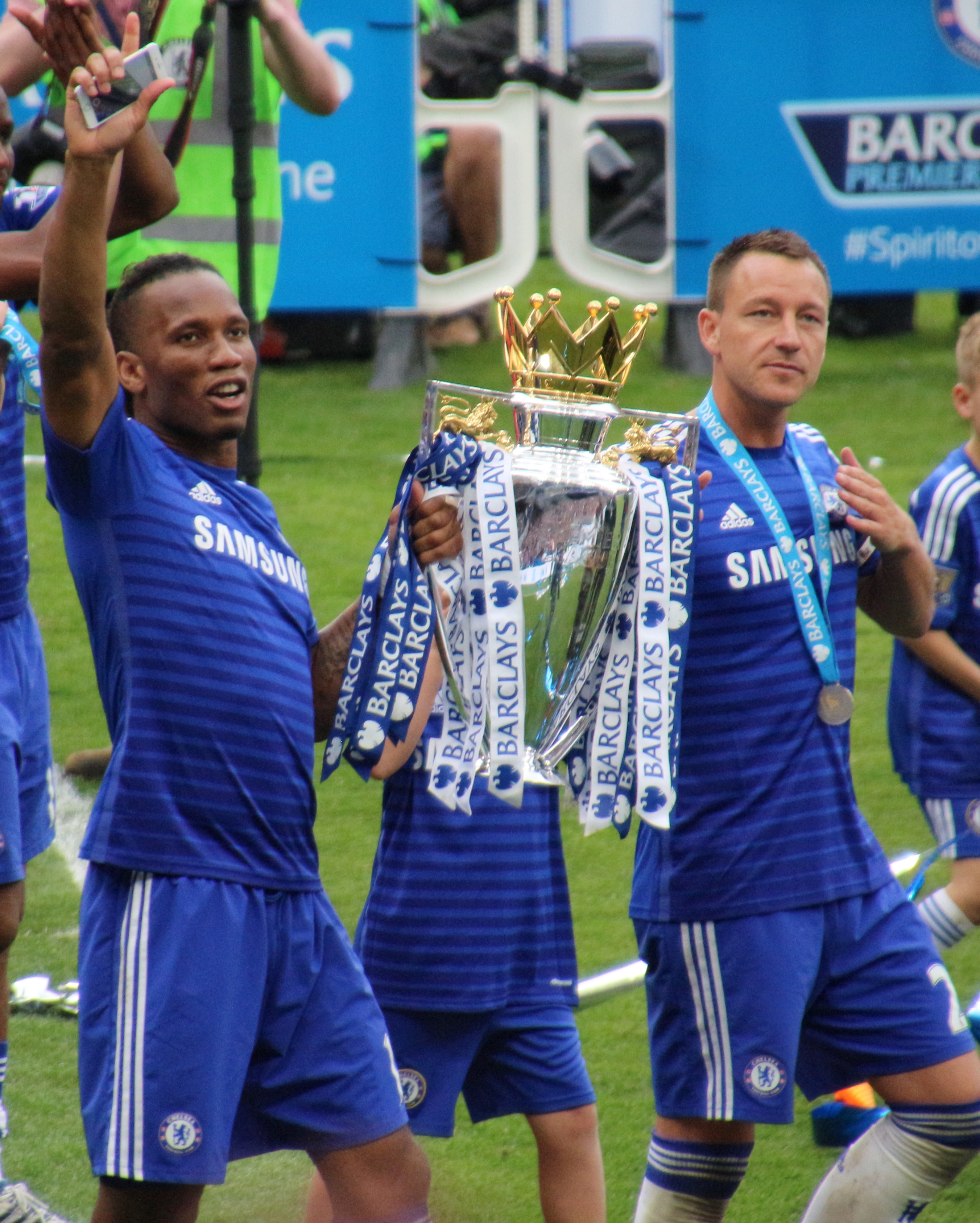
تيري يحتفل بفوزه ببطولة الدوري الإنجليزي الممتاز موسم 2014-15 ويظهر بجواره ديدييه دروغبا

ثم حافظ تشيلسي على لقب الدوري الممتاز في موسم 2005-06 بعد تحقيق 91 نقطة، والتأكيد على اللقب بالفوز 3-0 ضد مانشستر يونايتد.
في مباراة يوم 14 أكتوبر عام 2006 ضد ريدينج، تولى تيري حراسة مرمى الفريق بعد أن اصيب حراس المرمى بيتر شيك وكارلو كوديتشيني وكان تشيلسي لا يملك بدائل متبقية، ارتدى القميص رقم 40الذي ينتمي إلى الحارس الثالث هنريك هيلاريو. تيري ظلت شباكه نظيفة كما عقد تشيلسي للفوز 1-0. وفي 5 نوفمبر 2006، ولعب ضد توتنهام هوتسبير وطرد حينها لأول مرة في حياته المهنية مع تشيلسي بعد تلقي إنذارين كما خسر تشيلسي على ملعب وايت هارت لين لأول مرة منذ عام 1987.
في موسم 2006-2007 غاب تيري عن مباريات تشيلسي بسبب مشكلة متكررة في الظهر. بعد التعادل مع ريدينج في 26 ديسمبر 2006 صرح جوزيه مورينيو أن كابتن فريقه قد يتطلب جراحة لعلاج هذه المشكلة. وفي المباريات التي غاب فيها تيري آنذاك تلقى شباك تشيلسي 6 أهداف، في 28 ديسمبر أصدر تشيلسي تصريح صحفي قائلا ان عملية تيري في ظهره كانت ناجحة.
على الرغم من أنه كان من المتوقع أن يعود في المباراة ضد ويجان أثلتيك، تيري كان في عداد المفقودين مرة أخرى، ونظرا لتكرارالمشكلة مرة أخرى، عاد ضد تشارلتون أثليتيك في 3 فبراير 2007. ولعب 90 دقيقة الأولى له منذ ما يقرب من ثلاثة أشهر وتلقى الكثير من الدعم من المشجعين، في دوري أبطال أوروبا لعب في دور الـ16 ضد بورتو ولكنه عانى من إصابة أخرى، وهذه المرة في كاحله، وكان سيغيب عن لقاء نهائي كأس الكابيتال ون «بمسماه الحالي» ضد أرسنال في 2007 ولكنه عاد للعب بغضون أيام عن إصابته ولعب النهائي، وفي الشوط الثاني من المباراة لركنية لمصلحة أرسنال ألقى بنفسه على الكرة مع ضربة رأسية؛ لاعب ارسنال أبو ديابي في محاولة لإبعاد الكرة، ركل تيري في وجهه. وكان تيري فاقد الوعي لعدة دقائق وكاد أن يبتلع لسانه وتم تحويله في الحال لمستشفى جامعة والاس" University Hospital of Wales ".
في يوم 31 ديسمبر 2011، في مباراة الإياب ضد استون فيلا، تيري كان قائدا لتشيلسي للمرة 400 في مسيرته وهو رقم قياسي للنادي.
كان تيري ثالث أفضل ممرين كرة في العالم في عام 2011 مع أكثر من 1000 تمريرة كرة، مع معدل 91.6٪ .فقط لاعب برشلونة تشابي (93.0٪) ولاعب سوانسي سيتي ليون بريتون (93.3٪) كانوا أفضل.
وسجل تيري الهدف 54 له مقابل توتنهام يوم 28 سبتمبر 2013.وهو أكثر المدافعين تسجيلاً للأهداف.
أعلن جون تيري يوم 17 أبريل 2017 رحيله عن تشيلسي مع نهاية الموسم الجاري موسم 2016–2017.

### أستون فيلا
في الثالث من يوليو 2017 أعلن نادي أستون فيلا عن توقيعه عقد لموسم واحد مع جون تيري في إطار انتقال حر بعد 22 سنة قضاها مع ناديه السابق تشيلسي.

## مسيرته مع المنتخب
شارك جون تيري في كأس العالم 2006 بألمانيا بعد أن استدعاه سفين غوران إريكسون مدرب المنتخب الإنجليزي وقتها وفي عام 2010 استدعاه فابيو كابيلو للمشاركة في كاس العالم 2010 في جنوب أفريقيا وقد راى البعض انه سبب خروج انجلترا من كاس العالم بسبب تراجع مستواه في مباراة ألمانيا وانجلترا التي خسرتها انجلترا بأربعة اهداف لصفر وفي 2014 أعلن روى هودسون مدرب منتخب انجلترا أن جون تيرى ليس له مكان في تشكيلة منتخب انجلترا لكأس العالم 2014 بالبرازيل

### أهدافه الدولية
| # | التاريخ        | المكان                          |    | الخصم            | الهدف | النتيجة | المسابقة               |
| - | -------------- | ------------------------------- | -- | ---------------- | ----- | ------- | ---------------------- |
| 1 | 30 مايو 2006   | أولد ترافورد، مانشستر، إنجلترا  | 23 | المجر            | 2–0   | 3–1     | ودية                   |
| 2 | 16 أغسطس 2006  | أولد ترافورد، مانشستر، إنجلترا  | 30 | اليونان          | 1–0   | 4–0     | ودية                   |
| 3 | 1 يونيو 2007   | ملعب ويمبلي، لندن، إنجلترا      | 38 | البرازيل         | 1–0   | 1–1     | ودية                   |
| 4 | 28 مايو 2008   | ملعب ويمبلي، لندن، إنجلترا      | 44 | الولايات المتحدة | 1–0   | 2–0     | ودية                   |
| 5 | 19 نوفمبر 2008 | الملعب الأولمبي، برلين، ألمانيا | 48 | ألمانيا          | 2–1   | 2–1     | ودية                   |
| 6 | 1 أبريل 2009   | ملعب ويمبلي، لندن، إنجلترا      | 51 | أوكرانيا         | 2–1   | 2–1     | تصفيات كأس العالم 2010 |

## روابط خارجية
- جون تيري على موقع الاتحاد الدولي (مؤرشف)  (الإنجليزية)
- جون تيري على موقع الاتحاد الأوربي (الإنجليزية)
- جون تيري على موقع قاعدة بيانات كرة القدم.إي يو (الإنجليزية)
- جون تيري على موقع ناشيونال فوتبول تيمز (الإنجليزية)
- جون تيري على موقع Soccerbase.com (لاعب) (الإنجليزية)
- جون تيري على موقع Soccerway.com (الإنجليزية)
- جون تيري على موقع عالم كرة القدم.نت (الإنجليزية)
- جون تيري على موقع AS.com (الإسبانية)